# 가리마
가리마 또는 가니마(加尼磨)는 가리아, 가닐마라고도 하며 차액(遮額)이라는 이름도 있는데, 차액이 훈(訓)을 따르는데 비해 가(加)·니(尼)·마(磨)는 그 음을 따서 이마를 가린다는 뜻으로 여겨서, 의미를 옮겨 차액으로 기록된 듯 하다. 광해군 중기 이후 족두리를 만들어 쓰게 되면서 족두리가 한 때 호상하다 마침내 국속을 이뤄 없어지게 되었지만, 그 이전까지는 상층에서 차액이 일반화되어 있었다. 당대 여성의 폐면의 관습과는 무관하게 얼굴을 드러내는 쓰개로서, 고려의 몽수에서 기원이 비롯된 게 아닌가 생각되는데, 조선조에 들어와서 몽수를 쓴 채로 앞을 걷어 올려 얼굴을 드러내던 것이 일반 부녀에게 금지되자 특수직의 여성, 즉 의녀나 기녀에게만 가능해지게 되어 점차 간소한 형태를 띠게 된 것이 아닌가 한다. 따라서 <오주연문장전산고(五洲衍文長箋散稿)>에“기녀는 흑갈의 가리마를 이고 의녀는 흑단의 가리마를 착용한다. 그 형상은 책갑과 같고 가체 위에 인다.”고 했던 가리마는 차액이 아니라, 기녀와 의녀 사이에 유행했던 쓰개의 일종이었으며, 그나마 족두리 사용이 일반화 되자 조선후기에는 그 모습을 찾아 볼 수 없게 되었던 것이다.

## 형태
너비 65cm가량의 현색 비단이나 자색 비단을 반으로 접어 두 겹으로 한 후 다시 그 속을 두꺼운 종이로 배접하여 만드는데 책갑(冊匣)의 형태이며 체계 위에 덧써서 이마와 정수리를 덮고 어깨를 덮는다.

## 사진 자료

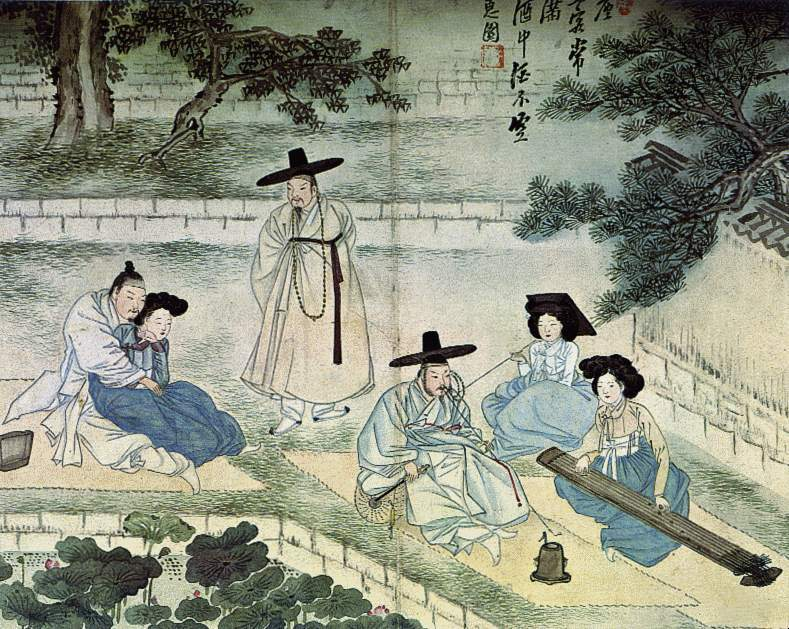
가리마를 쓴 기녀(오른쪽 두번째 담뱃대를 물고 있는 사람)<신윤복필 풍속도 화첩>

## 같이 보기
- 비녀
- 용잠
- 한복